# Wiertelaki
Wiertelaki est une localité polonaise de la gmina de Brąszewice, située dans le powiat de Sieradz en voïvodie de Łódź.